# Conrad II de Borgonya
Conrad II de Borgonya (en realitat a Borgonya era Conrad I, i el seu nom inicial era Conrad II de Argenau) (nascut vers 835 - mort el 876) fou un comte i duc de la família dels Güelfs, fill de Conrad I de Borgonya i d'Adelaida d'Alsàcia. El 859 Lotari II va cedir una part de Borgonya, on estava revoltat el seu cunyat Hucbert, a Lluís II el Jove rei d'Itàlia i emperador; aquesta part de Borgonya fou coneguda com a Borgonya Transjurana o Borgonya Imperial (la resta de Borgonya estava dividida en Alta Borgonya, després el ducat de Borgonya, i Baixa Borgonya o Borgonya Cisjurana).
Conrad va entrar el país dominat per Hucbert en condició de duc de Borgonya Transjurana o Imperial (859) càrrec que va exercir fins al 864, però no va poder derrotar a Hucbert. A la mort del seu pare Conrad I (entre 862 i 864) va exercir breument com a comte d'Auxerre.
El 858 el rei Lluís el Germànic el va enviar junt amb el seu germà Hug l'Abat en missió d'espionatge al regne dels francs occidentals. Una vegada a França, Conrad i el seu germà Hug es van posar al servei de Carles el Calb. Lluís va confiscar els seus honors a Baviera, i en compensació Carles va nomenar al seu pare Conrad I (comte d'Auxerre) com a comte de París (858) mentre que l'emperador Lluís II el Jove el va nomenar duc de Borgonya Transjurana el 859 però no va poder ocupar el poder més que en alguns llocs perquè el duc Hucbert s'oposava a la seva destitució amb les armes a la mà.
Vers el 864 (no abans del 862) va rebre el comtat d'Auxerre del seu pare, mentre el de París va passar a un nebot de difunt, i cosí de Conrad II. Però el 864 fou destituït per Carles el Calb del comtat d'Auxerre i només li va quedar el ducat de Borgonya Transjurana que tenia en feu de l'emperador. Entre el 864 i el 866 Hucbert, que dominava el ducat, va morir en combat a Orbe i llavors va quedar consolidat com a duc fins a la seva mort.
Va morir el 876 i el va succeir el seu fill Rodolf I de Borgonya.

## Núpcies i descendents
Es va casar amb Judit de Friül, filla del marquès Eberard de Friül. D'aques matrimoni va tenir:
- Adalgunda.

Es va casar en segones noces amb Gualdrada o Waltrada o Ermentruda de Wormsgau, amb la que va tenir: 
- Adelaida
- Rodolf I de Borgonya, (vers 859 - † 911), duc de Borgonya Transjurana de 876 a 888 i després rei de 888 à 911.